# 天主教讓蒂爾港教區
天主教讓蒂爾港教區（拉丁語：Dioecesis Portus Gentilis）是加蓬一個羅馬天主教教區，屬利伯維爾總教區。
教區成立於2003年3月7日，範圍包括濱海奧果韋省。2004年有教友70,500人（佔轄區總人口55.9%）、七個堂區、十一名司鐸。目前教區主教之任懸空，由原主教马修·马德加·雷伯阿克任宗座署理。